# سیکاس رولوتا
سیکاس رولوتا(نام علمی: Cycas revoluta) نام یک گونه از سرده سیکاس است. برگ این گیاه بسیار سمی است و در صورت خورده شدن باعث ناراحتی‌های جدی معده و مشکلات گوارشی حاد به همراه اسهال و استفراغ شدید و در نهایت مرگ می‌شود.

## نگارخانه

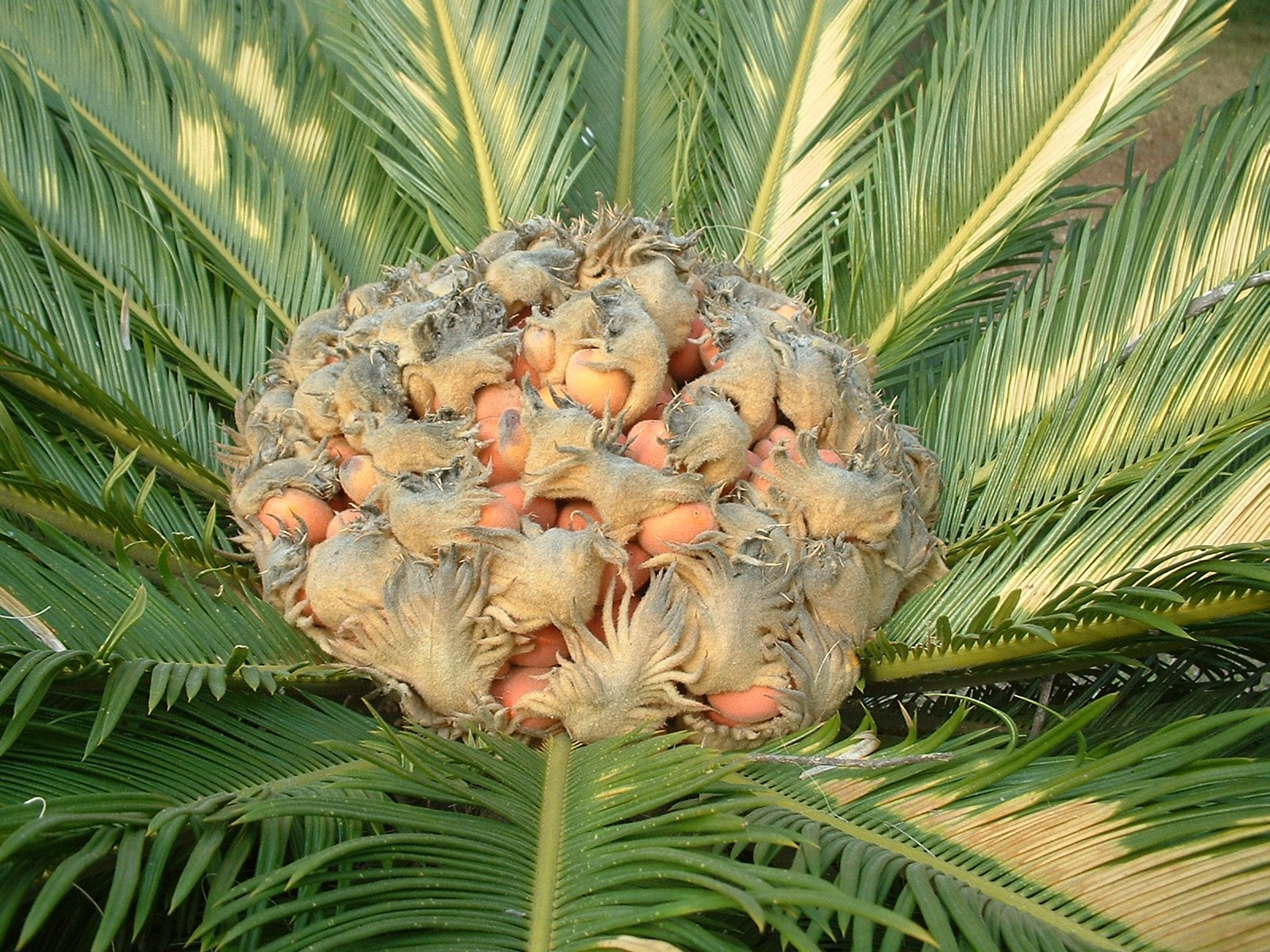
ساختار تولید مثل ماده
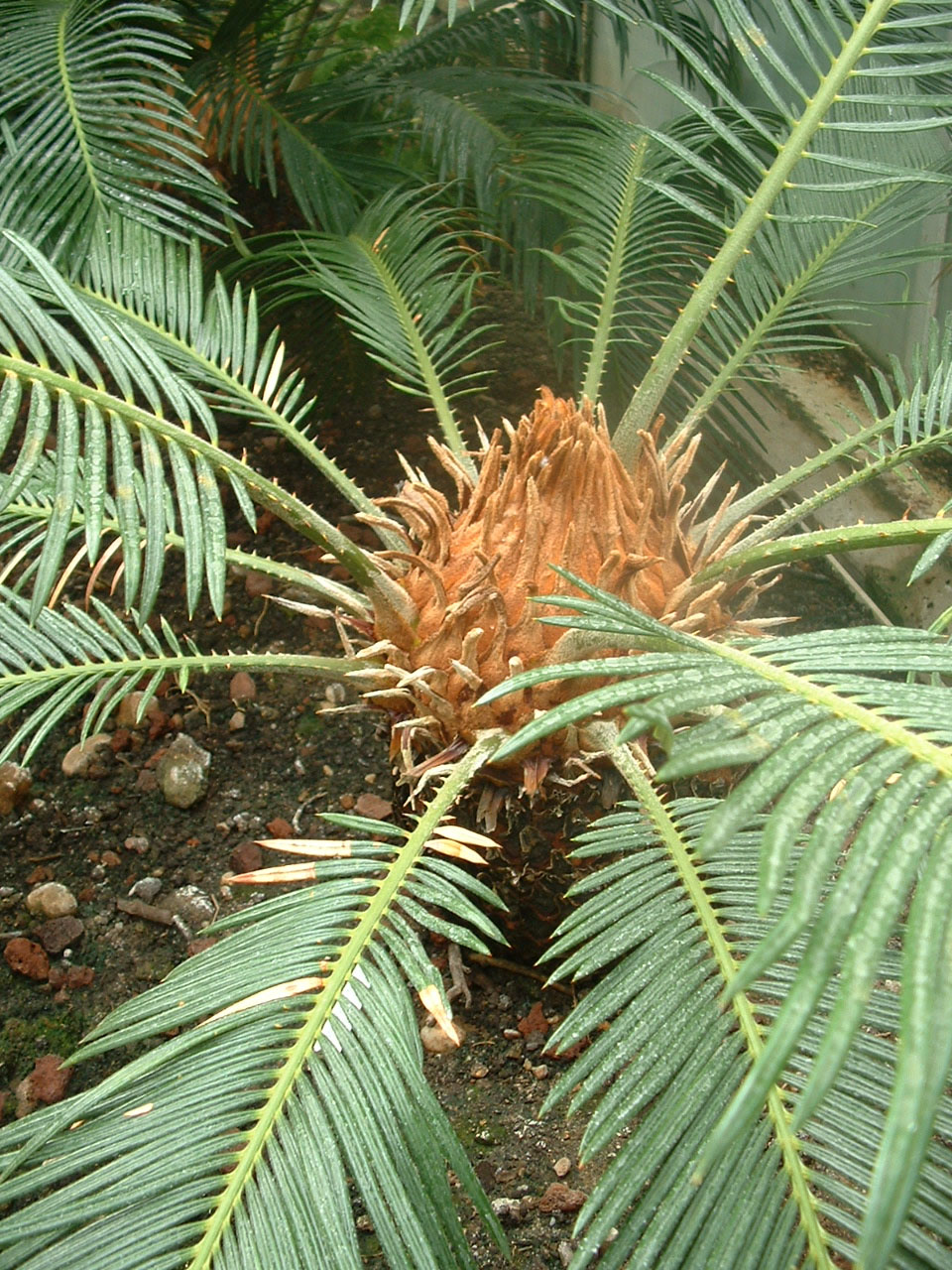
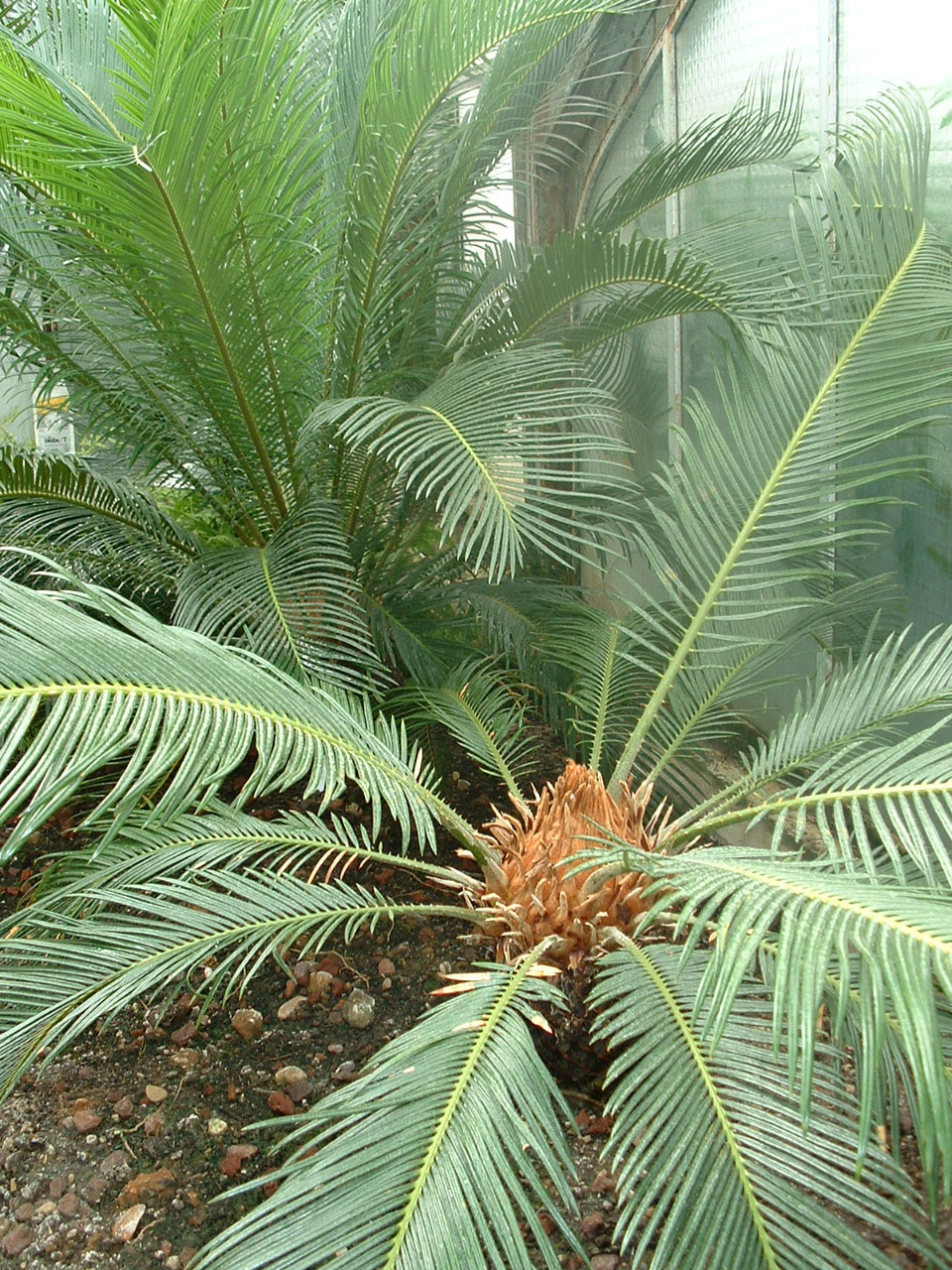
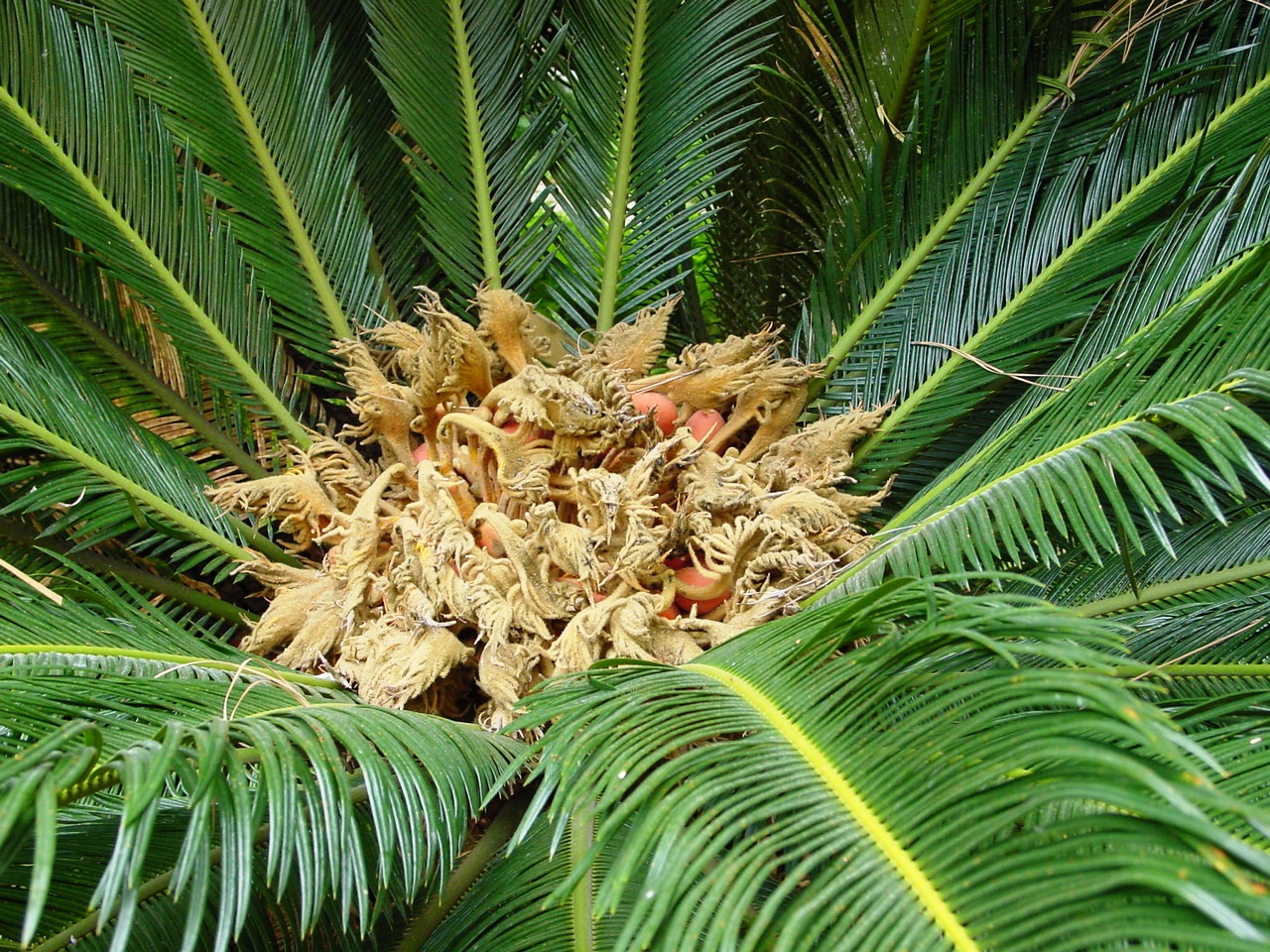
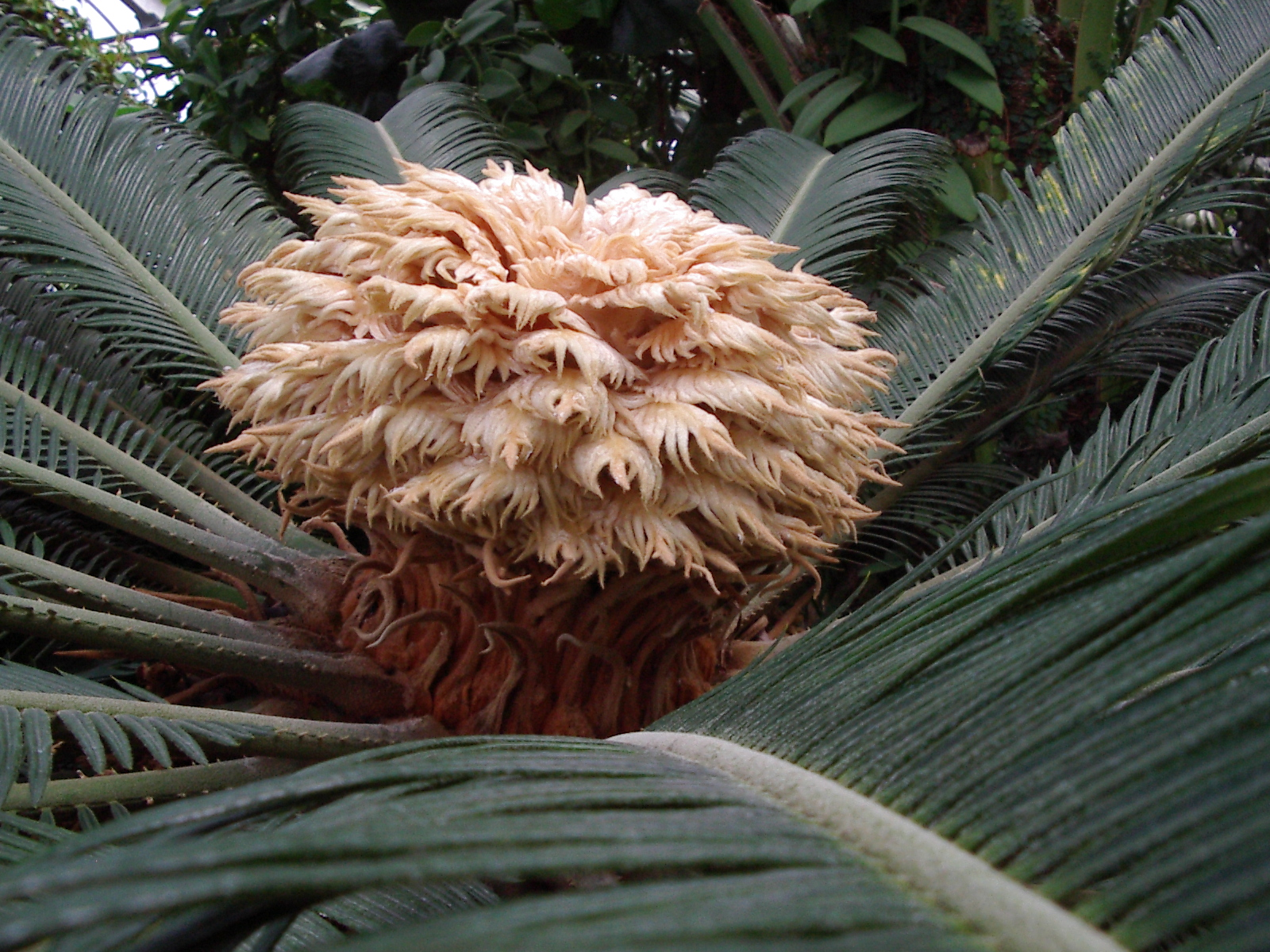
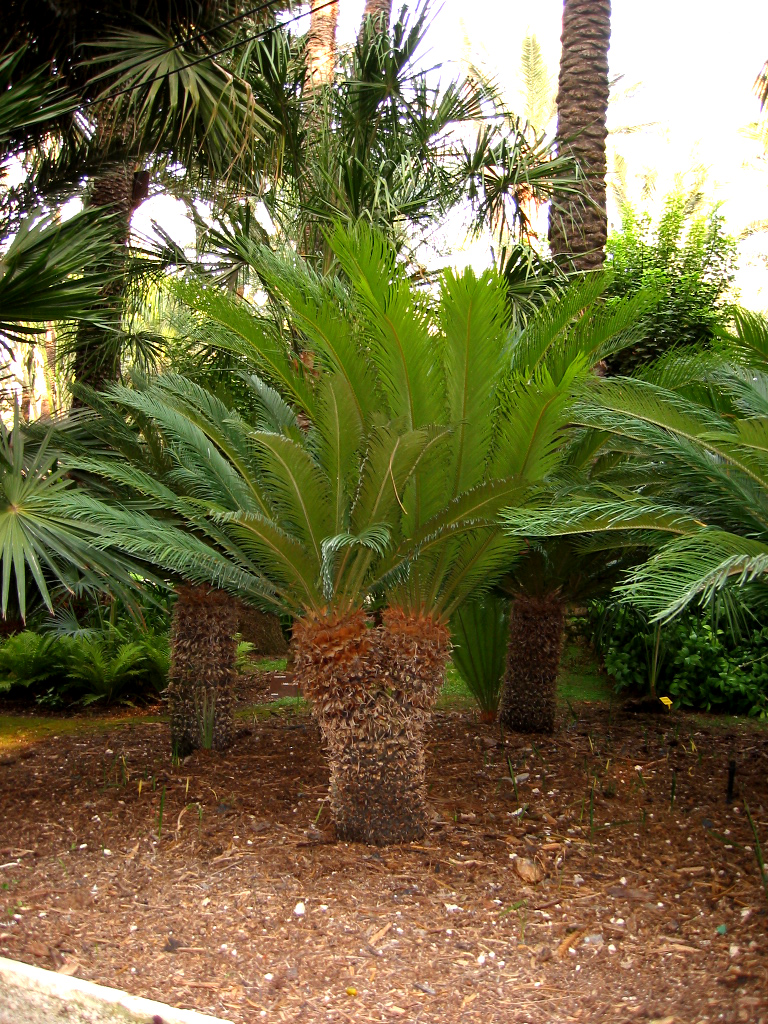
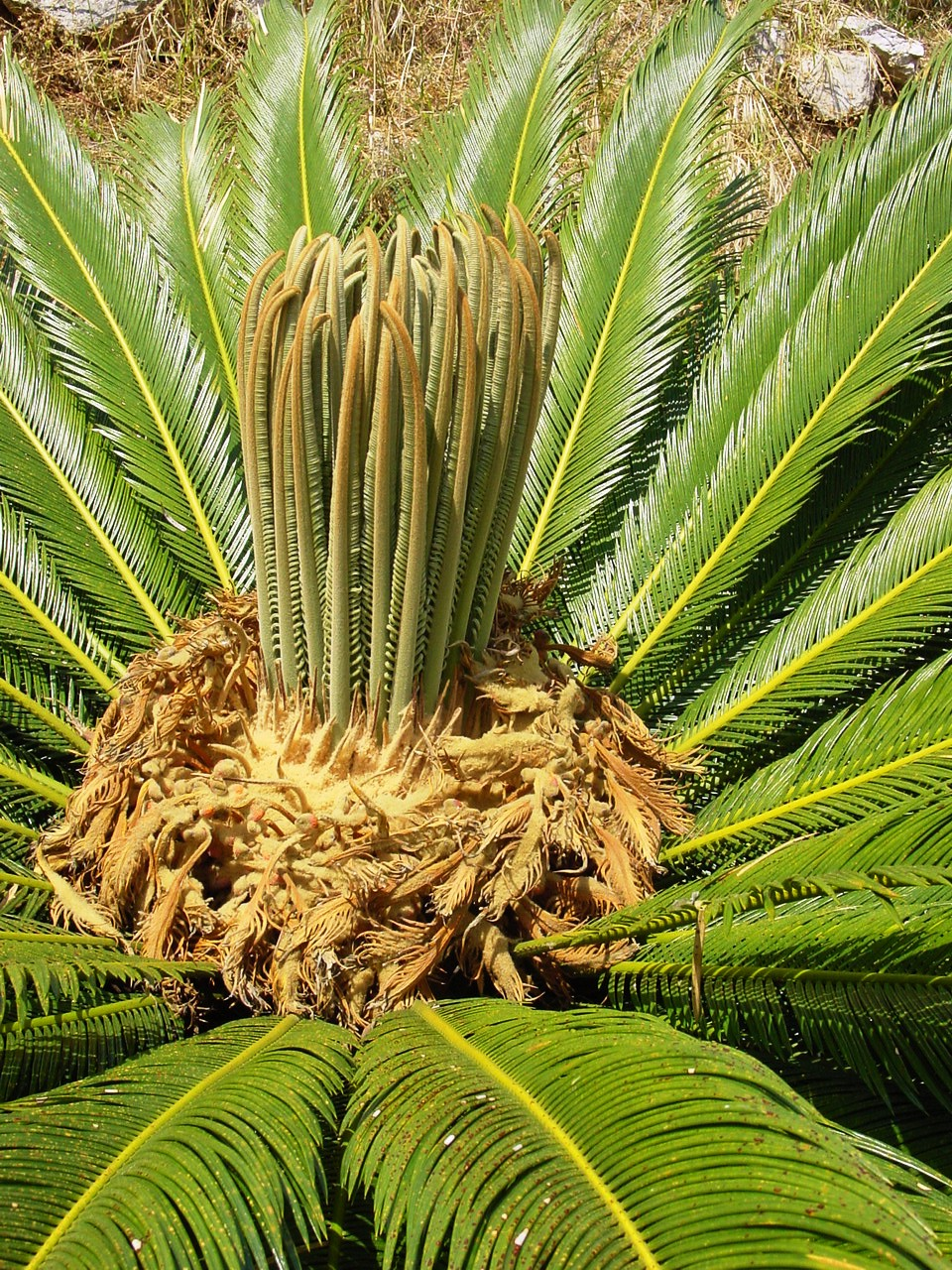
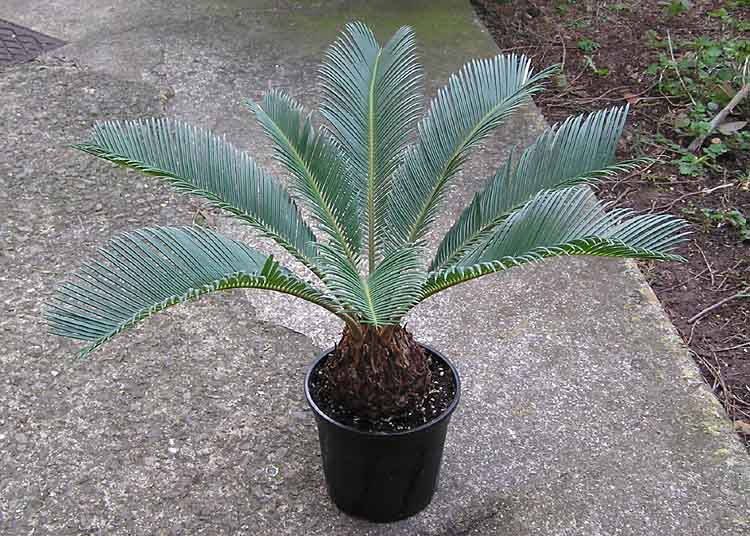
گیاه جوان
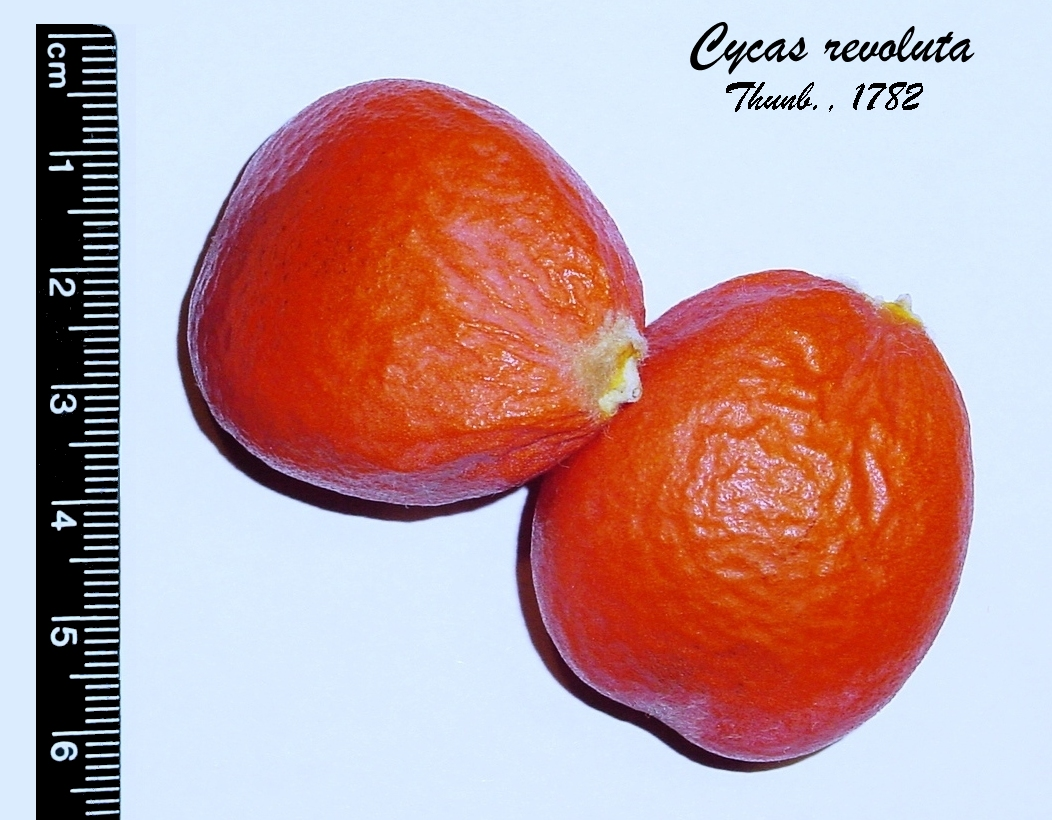
دانه
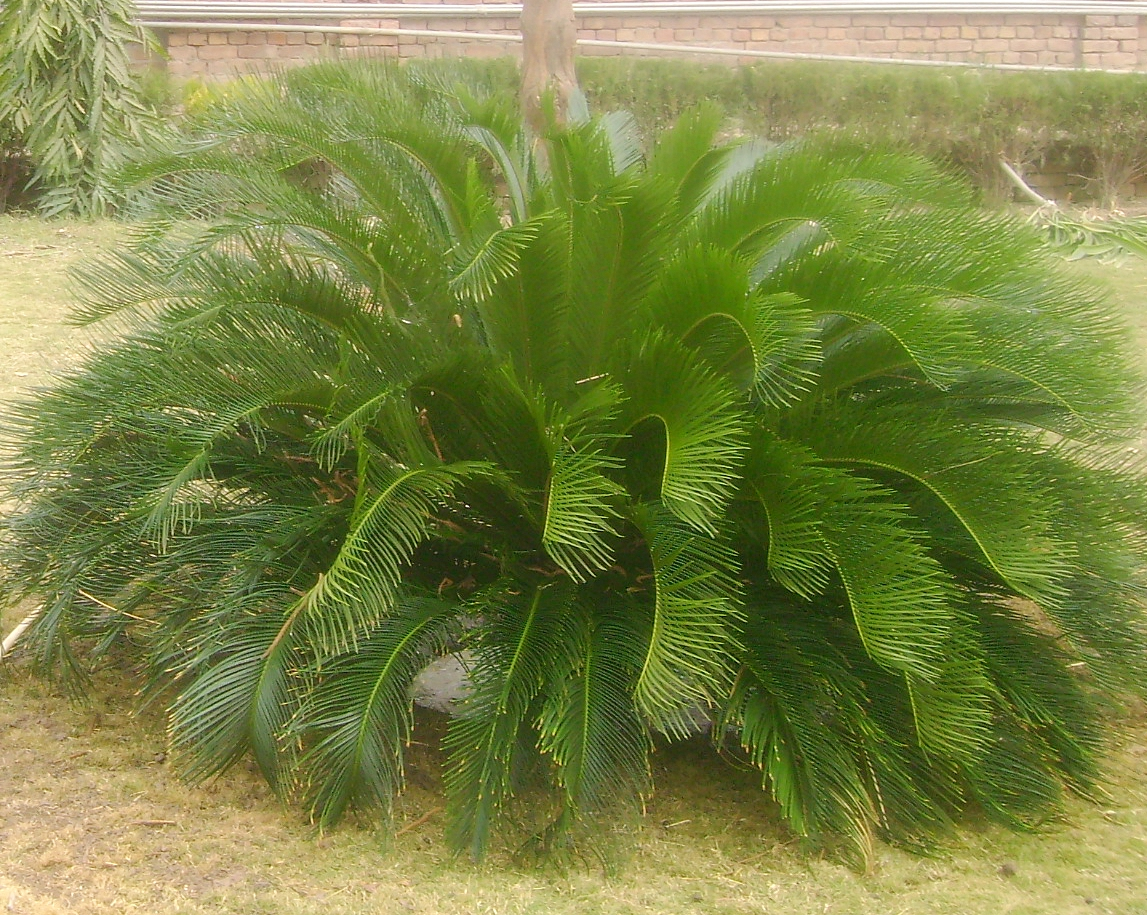
"سیکاهای رول شده"
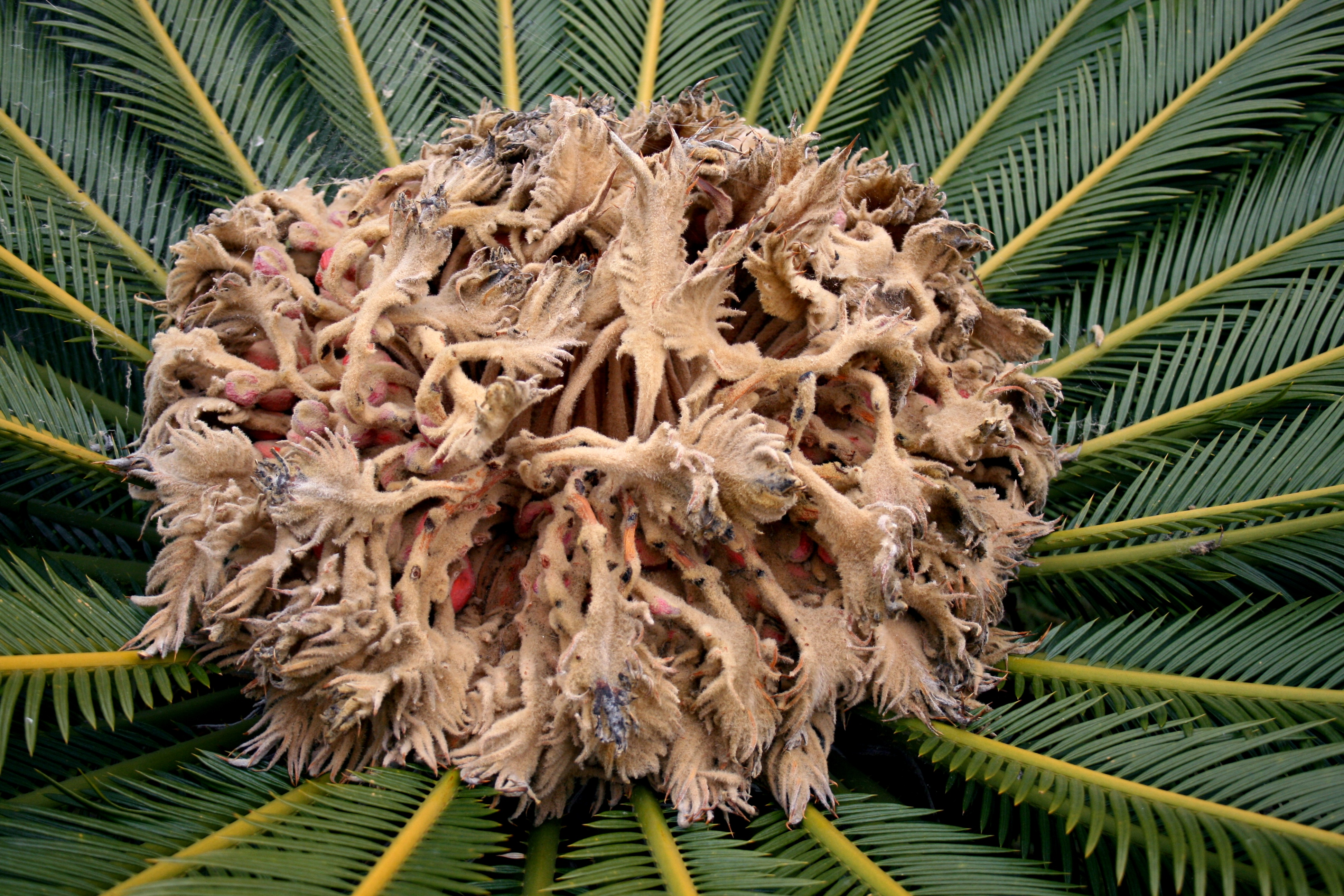
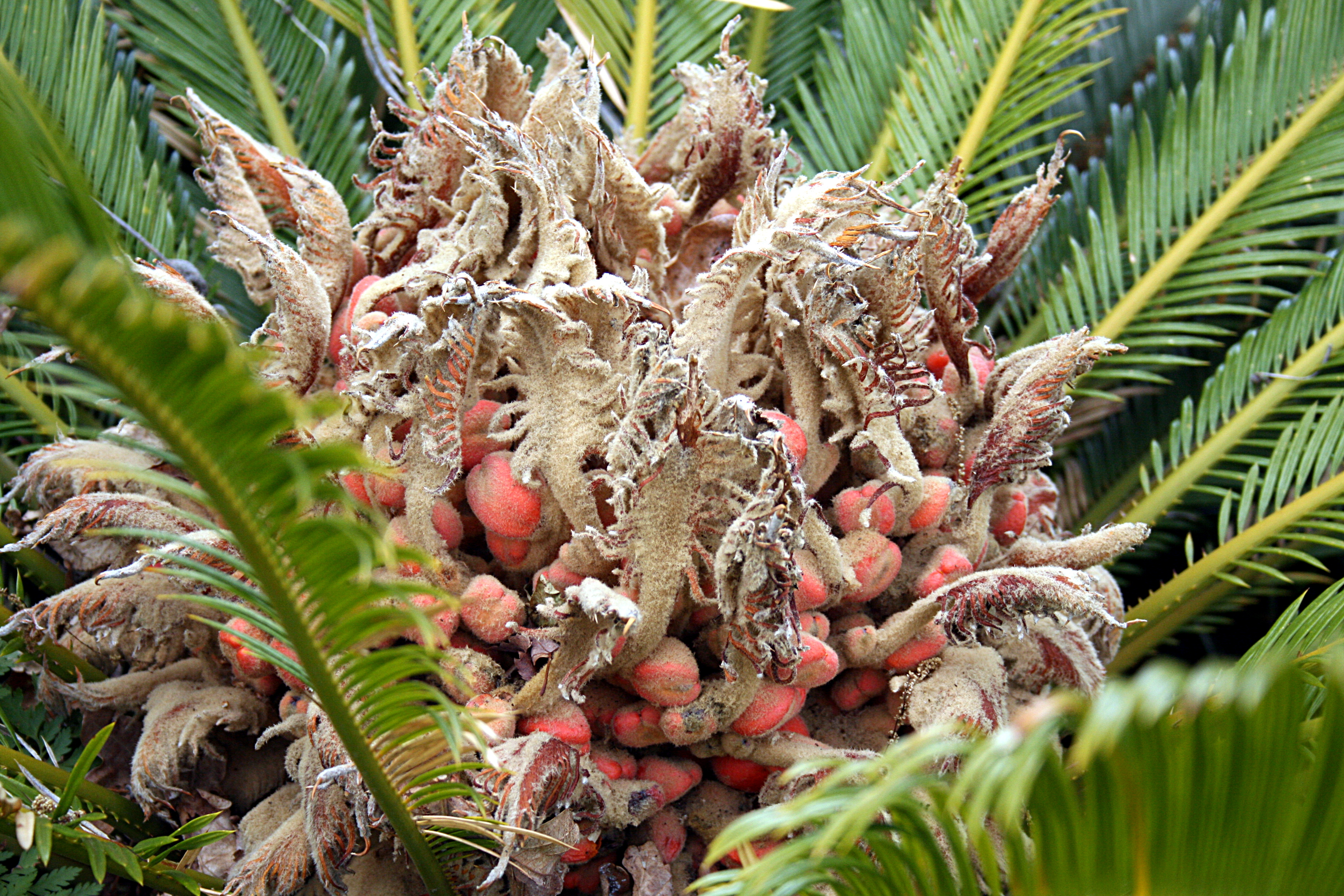
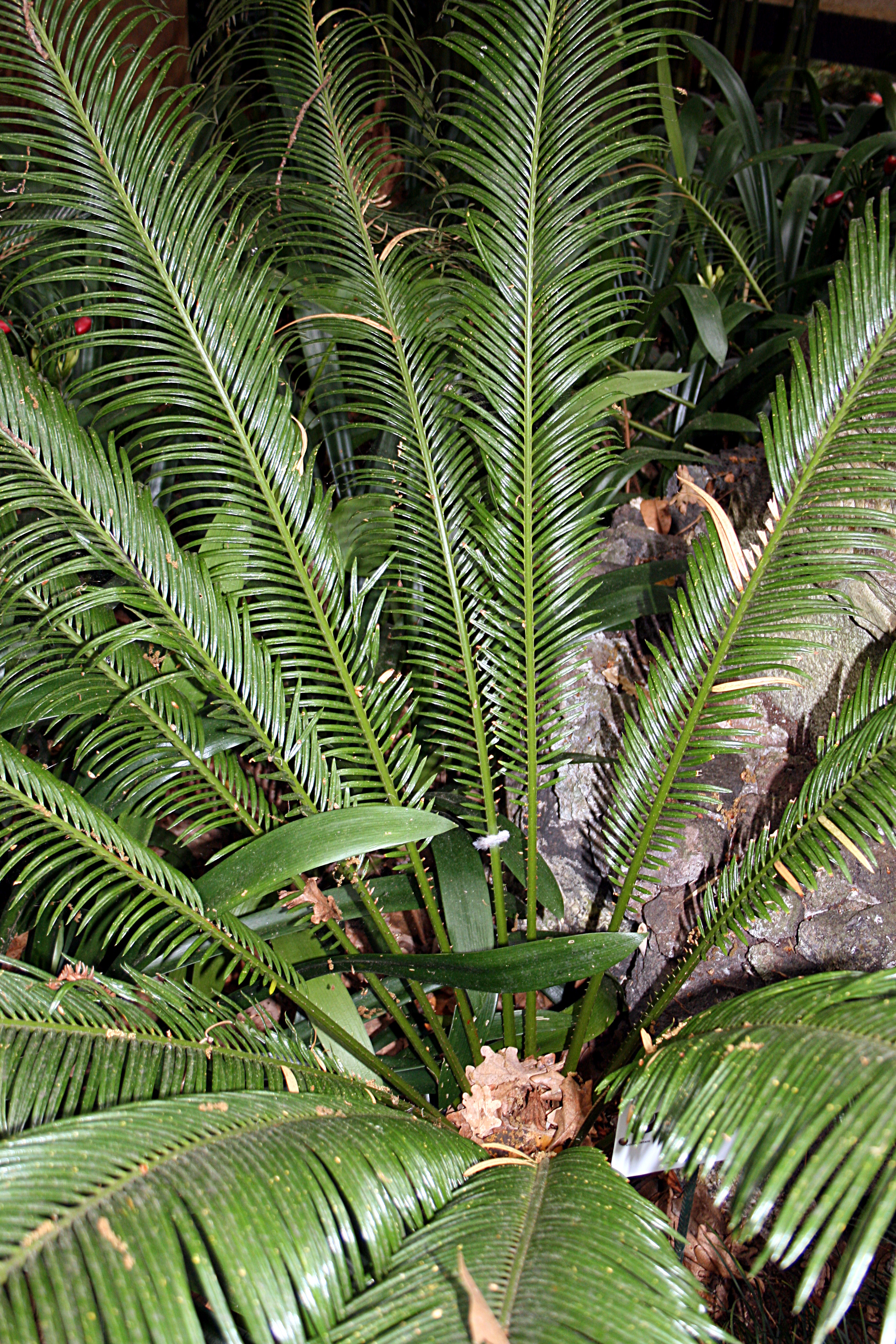
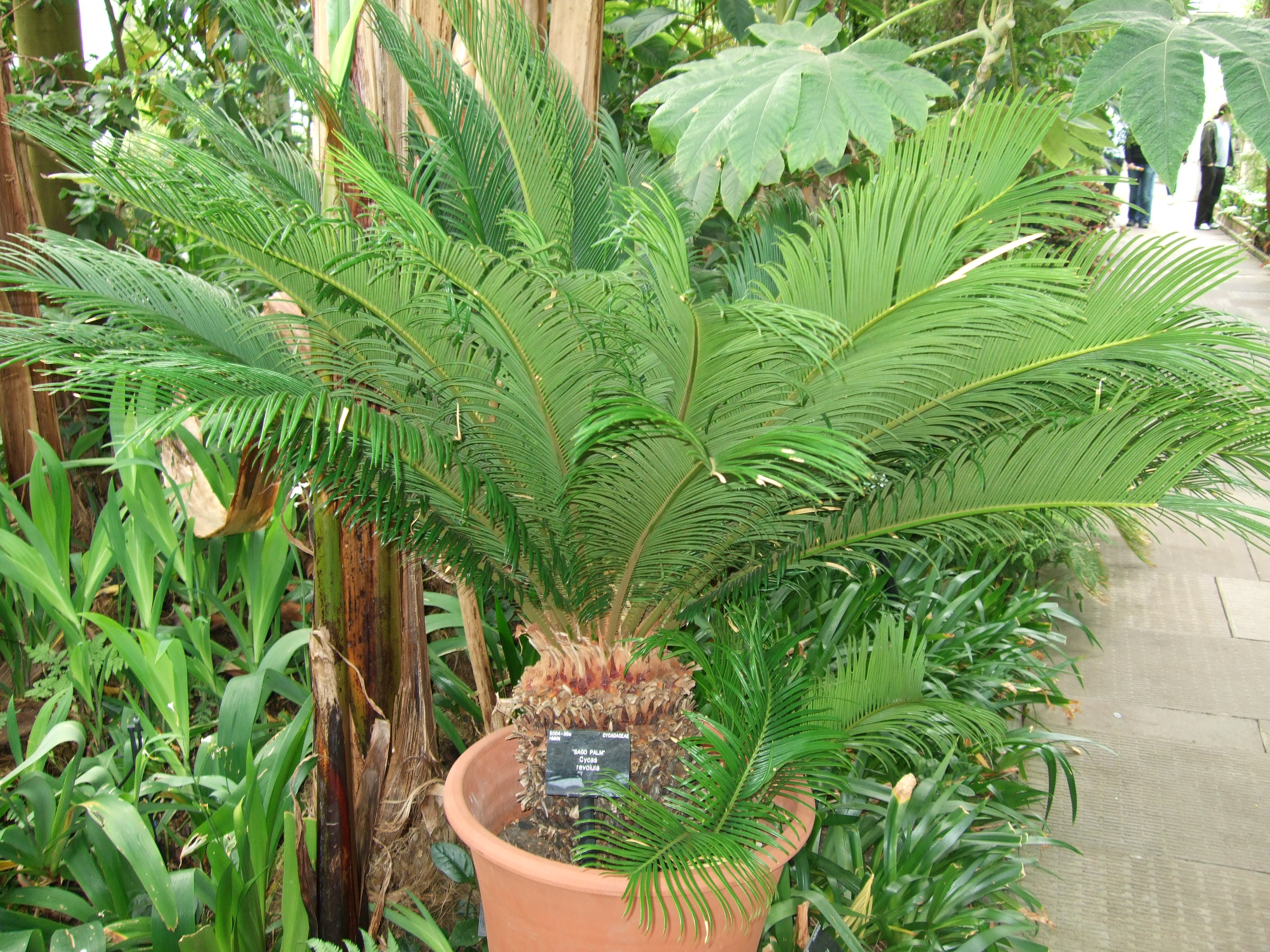
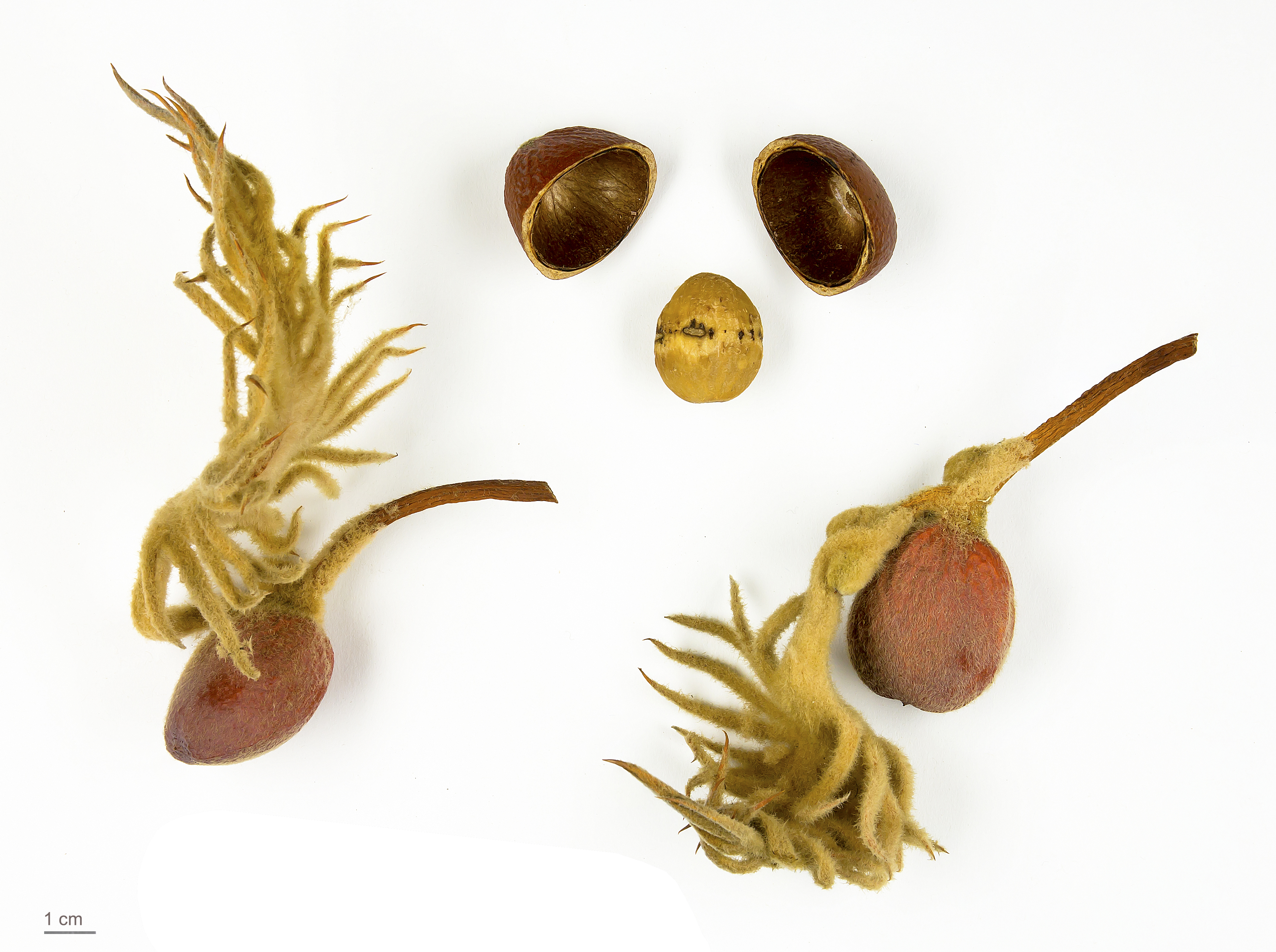
سیکاس نورد - نمونه موزه